# 新疆生产建设兵团红十字会
新疆生产建设兵团红十字会是1991年成立的新疆生产建设兵团兵团级红十字会，和地方红十字会一样由中国红十字会执行委员会进行业务指导。

## 历史
1991年3月，新疆生产建设兵团红十字会（以下简称“兵团红十字会”）成立大会召开。大会选举产生了兵团红十字会第一届理事会（理事29人）以及常务理事会（常务理事10人），新疆生产建设兵团副司令员伯塔依·库平当选为会长，新疆生产建设兵团司令员刘双全被聘请为名誉会长。当时该会未设专职工作人员。
2004年，兵团红十字会第一届理事会根据《中华人民共和国红十字会法》、《中国红十字会章程》、《国务院办公厅转发中国红十字会总会关于进一步加强红十字会工作意见的通知》的精神，在新疆生产建设兵团进行机构改革并压缩机关编制的情况下，使兵团红十字会获得独立的工作机构编制。
2005年1月，兵团红十字会第二次会员代表大会召开。本次大会进行了换届选举，产生了新一届理事会（理事66人）以及常务理事会（常务理事12人）。新疆生产建设兵团副司令员阿勒布斯拜·拉合木当选为会长，王国建当选为常务副会长，张国昌当选为专职副会长，新疆生产建设兵团财务局副局长梅新顺、新疆生产建设兵团民政局副局长王辉雄当选为副会长，根据会长的提名任命张岩为秘书长。新疆生产建设兵团司令员华士飞被聘请为名誉会长。
2011年1月，兵团红十字会第三次会员代表大会召开。本次大会进行了换届选举，产生了新一届理事会以及常务理事会。新疆生产建设兵团副司令员宋建业当选为第三届理事会会长。新疆生产建设兵团司令员华士飞被聘请为名誉会长。

## 历任领导
- 第一届（1991年—2005年）：
  - 名誉会长：刘双全（新疆生产建设兵团司令员）
  - 会长：伯塔依·库平（新疆生产建设兵团副司令员）
- 第二届（2005年—2011年）：
  - 名誉会长：华士飞（新疆生产建设兵团司令员）
  - 会长：阿勒布斯拜·拉合木（新疆生产建设兵团副司令员）
  - 副会长：
    - 常务副会长：王国建
    - 专职副会长：张国昌
    - 副会长：梅新顺（新疆生产建设兵团财务局副局长）、王辉雄（新疆生产建设兵团民政局副局长）

  - 秘书长：张岩
- 第三届（2011年1月—）
  - 名誉会长：
    - 华士飞（2011年1月—2011年11月，新疆生产建设兵团司令员）
    - 刘新齐（2012年3月—，新疆生产建设兵团党委副书记、司令员）

  - 会长：
    - 宋建业（2011年1月—2014年1月，新疆生产建设兵团副司令员）
    - 卢晓峰（2014年1月—，新疆生产建设兵团党委常委、副政委）[3]

  - 常务副会长：朱东兵（2013年1月—，新疆生产建设兵团卫生局党组书记、局长）
  - 专职副会长：张国昌（2011年1月—2013年）[4]
  - 秘书长：邢国营（2011年1月—）